# 4 Dywizja Kawalerii (II RP)
4 Dywizja Kawalerii (4 DK) – wielka jednostka kawalerii Wojska Polskiego II RP.

## Historia Dywizji
4 Dywizja Kawalerii została sformowana w czerwcu 1924 roku, w wyniku wprowadzenia nowej pokojowej organizacji kawalerii. Dowództwo 4 DK powstało z przemianowania Inspektoratu Jazdy przy Inspektoracie Armii Nr V we Lwowie.
Na przełomie lat 1929–1930 dokonano poważnej reorganizacji kawalerii. W jej ostatnim etapie, 28 marca 1930 rozwiązano 4 Dywizję Kawalerii i XVI Brygadę Kawalerii. Samodzielność uzyskała X Brygada Kawalerii, której podporządkowano 10 dak oraz XVII Brygada Kawalerii. 

## Organizacja pokojowa
- Dowództwo 4 Dywizji Kawalerii we Lwowie
- X Brygada Kawalerii w Przemyślu
- XVI Brygada Kawalerii we Lwowie
- XVII Brygada Kawalerii w Hrubieszowie
- 10 dywizjon artylerii konnej w Jarosławiu
- 13 dywizjon artylerii konnej we Lwowie (od 1929 roku w Kamionce Strumiłowej)
- szwadron pionierów 4 DK we Lwowie
- Szkoła Podchorążych Rezerwy Kawalerii Nr 4 przy 14 puł we Lwowie (1924–1925) i w Zaleszczykach (1925–1926)[3]

## Obsada personalna Dowództwa 4 DK
Dowódcy dywizji
- gen. bryg. Eugeniusz Ślaski (1 VI 1924 - 15 X 1925)
- gen. bryg. Janusz Głuchowski (p.o. do I 1927 i dowódca do 18 VI 1930)

Szefowie sztabu
- mjr SG Tadeusz Śmigielski (do XI 1924[4])
- rtm. / mjr SG Józef Smoleński (XI 1924[4] – IV 1928[5])
- mjr dypl. kaw. Jerzy Jan Jastrzębski (31 X 1928[6] – I 1930[7])

II oficer sztabu
- rtm. Kazimierz Mikołajewski (IV 1928 – III 1930)

Obsada dowództwa w 1924 roku
- dowódca dywizji – gen. bryg. Eugeniusz Ślaski
- szef sztabu – rtm. SG Józef Smoleński
- I oficer sztabu – rtm. Witold Czaykowski
- II oficer sztabu – por. kaw. Władysław Wojakowski
- dowódca artylerii konnej dywizji – płk art. Antoni Heinrich (od 1 VI 1924[9])
- adiutant dowódcy artylerii konnej dywizji – por. art. Wincenty II Rutkowski